# Uddevalla IS
Uddevalla IS, bildad 17 september 1907 som Uddevalla IF innan namnet ändrades 1908 till Uddevalla IS med förkortningen UIS. Det är ett idrottssällskap i Uddevalla kommuns tätort Uddevalla. Fotboll började klubben utöva 1907. Från 1908 stod även bandy, brottning, gymnastik, friidrott och skidsport på programmet. Klubbstugan Fasserödstugan uppfördes 1930.

## Sektioner

### Brottning
1928 vann klubben fyra DM-tecken i brottning. Polisen Sanfrid Söderqvist nådde 1929 en av föreningens första internationella framgångar, då han blev Europamästare i mellanvikt.

### Cykelsport
En sektion för cykelsport bildades 1932.

### Fotboll
Fotbollslaget vann sitt första DM 1918. Klubben spelade i Sveriges näst högsta serie säsongerna 1925/1926 , 1926/1927  och 1927/1928 . 1948 vann klubben sitt tredje distriktsmästerskap och gick upp i dåvarande Division III.
Den ursprungliga spelardräkten är svartgrönranding tröja och blå byxor. 

### Friidrott
Uddevalla blev bästa klubb vid DM 1922. 1928 vann klubben åtta DM-tecken i friidrott. 1930 satte klubben tolv nya distriktsrekord, och Gösta Hermansson vann sitt 50:e DM-tecken.

### Orientering
Klubben deltog 1924 i den första tävlingen om DM i orientering och segrade dels individuellt genom Erik Hermansson, men vann även lagtävlingen.

### Skidsport
1920 vann Ernfrid Jeppson DM-guld på 30 kilometer längdskidåkning. Sandra Hansson blev damsegrare i Vasaloppet 2008 med endast fyra sekunders marginal.

### Skridskosport
Skridskosektionens ungdomsverksamhet växte sig stark under 1980-talet, och klubben tillhörde vid flera tillfällen Sveriges bästa på ungdomssidan. Robert Lundin vann 1988 allround-SM för herrjuniorer på skridsko. 1994 anordnade klubben ungdoms-SM på skridskor.